# Chrysler Imperial
«Chrysler Imperial» (Крайслер Імперіал) — легковий автомобіль представницького класу компанії Крайслер, який виготовлявся з 1926 по 1954, і знову з 1990 по 1993 роки. Компанія позиціонувала автомобілі як престижну марку для конкурування з Каділлаком, Лінкольном і Паккардом. Згідно зі статтею в журналі AACA, прикметник 'imperial', згідно зі словником Вебстера, означає величний, найвищий, переважаючий або незвичайного розміру чи досконалості. Таким чином, слово imperial просто пасує моделі Крайслера найвищої ціни і якості.

## 1926—1930

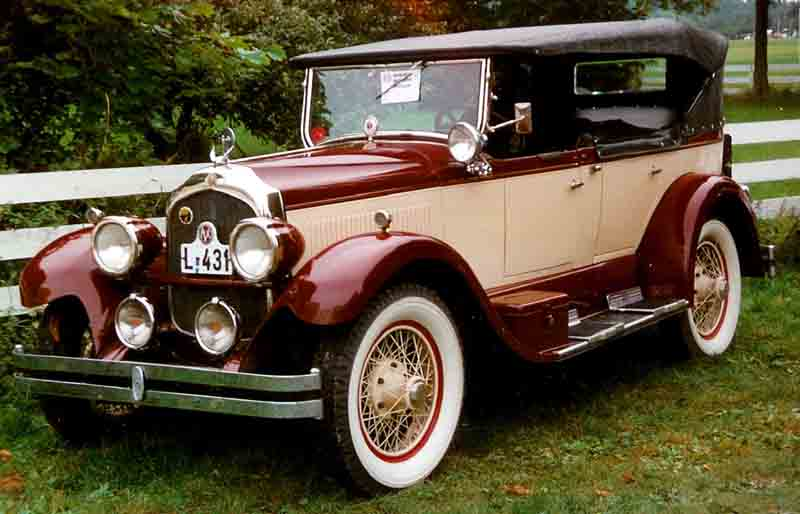
Модель 1926 року

В 1926 році Волтер П. Крайслер вирішив спробувати позмагатись з Каділлаком і Лінкольном, Паккардом і Дюсенбергом в сегменті люкс-автомобілів. Крайслер запропонував розмаїття типів кузова: 2- і 4-місний родстер (4-місний за наявності в машині відкидного сидіння), 4-місне купе, 5-місний седан і фаетон, а також 7-місний лімузин, який мав скляну перегородку.
Новий двигун Imperial був дещо більшим від фірмової стандартної рядної шістки. Це був 4,7-літровий 6-циліндровий з сімома несучими блоками і тиском мастила в 92 гальмівної потужності (69 кВт). Передні пружини були напівеліптичні. Автомобіль встановив трансконтинентальний рекорд швидкості в тому ж році, коли був представлений, проїхавши більше ніж 6,500 миль (10,460 км) за тиждень. Автомобіль був обраний як машини безпеки для Індіанаполісу 500 1926 року. Моделі присвоїли індекс E-80, де 80 означало «гарантовані» 80 миль на годину (129 км/год.) круїзної швидкості на цілий день. Прискорення також було високим – від 0 до 60 миль на годину (97 км/год.) за 20 секунд. 4-швидкісна трансмісія була додана в 1930 році.

## 1931—1933

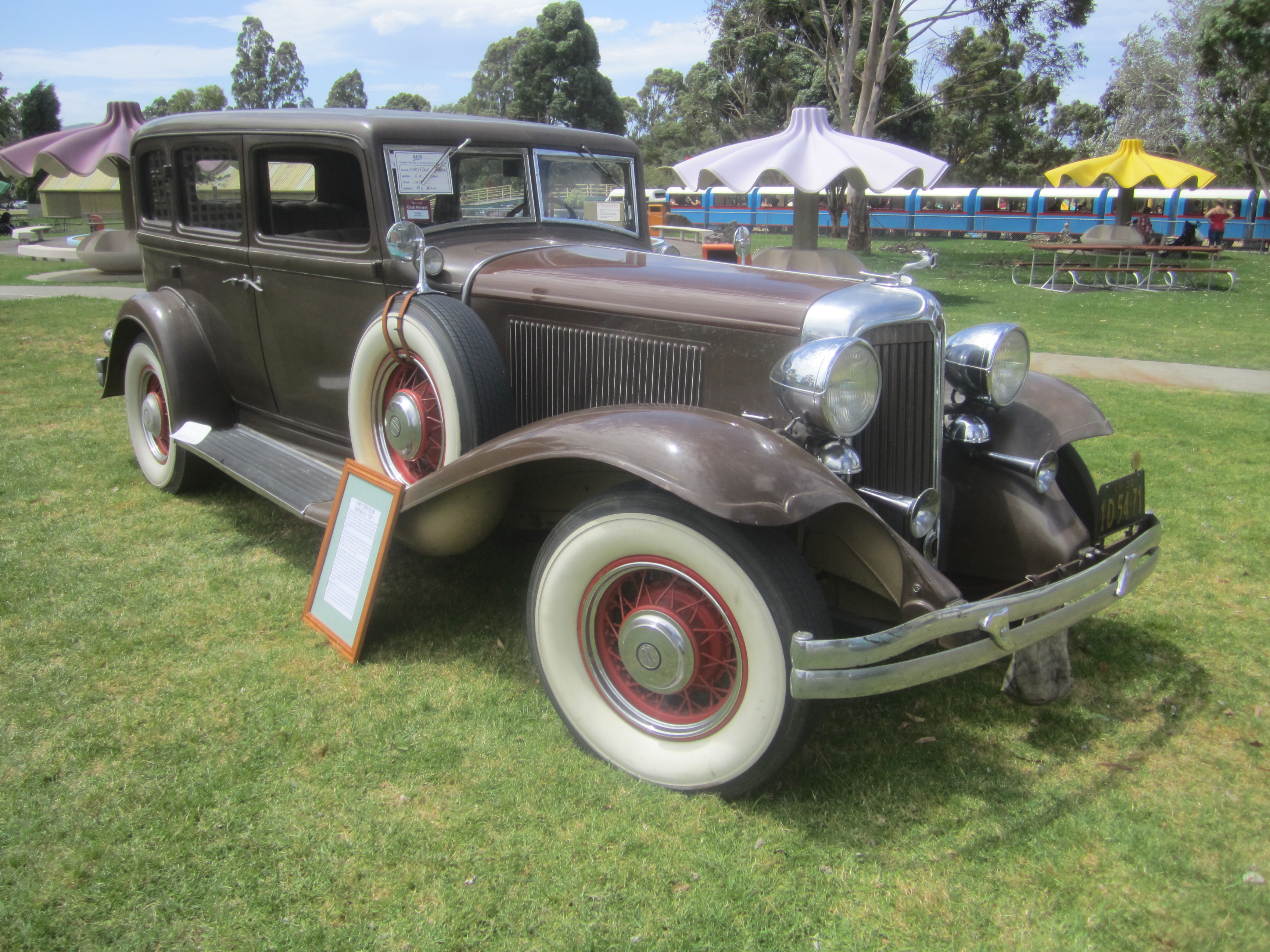
Модель 1932 року

Chrysler Imperial був видозмінений в 1931 році. Автомобіль отримав новий двигун, 384,84-куб. дюймову (6308,85 см³) I8. Маркетингові матеріали цієї генерації Imperial посилались на автомобіль як "Imperial 8", у зв'язку з новим рядним 8-циліндровим двигуном. Двигун також ставився в багатьох інших моделях Chrysler. Custom Imperial мав нержавіючі крила, автоматичне управління обігрівом і скло безпеки. Лімузин навіть мав диктофон. Редизайн також побачив представлення нових спицевих коліс, які стали стандартними аж до 1940-х. Водій серійного автомобіля Гаррі Хартц поставив численні рекорди швидкості на седані Imperial в Дайтона Біч, Флорида.

## 1934—1936

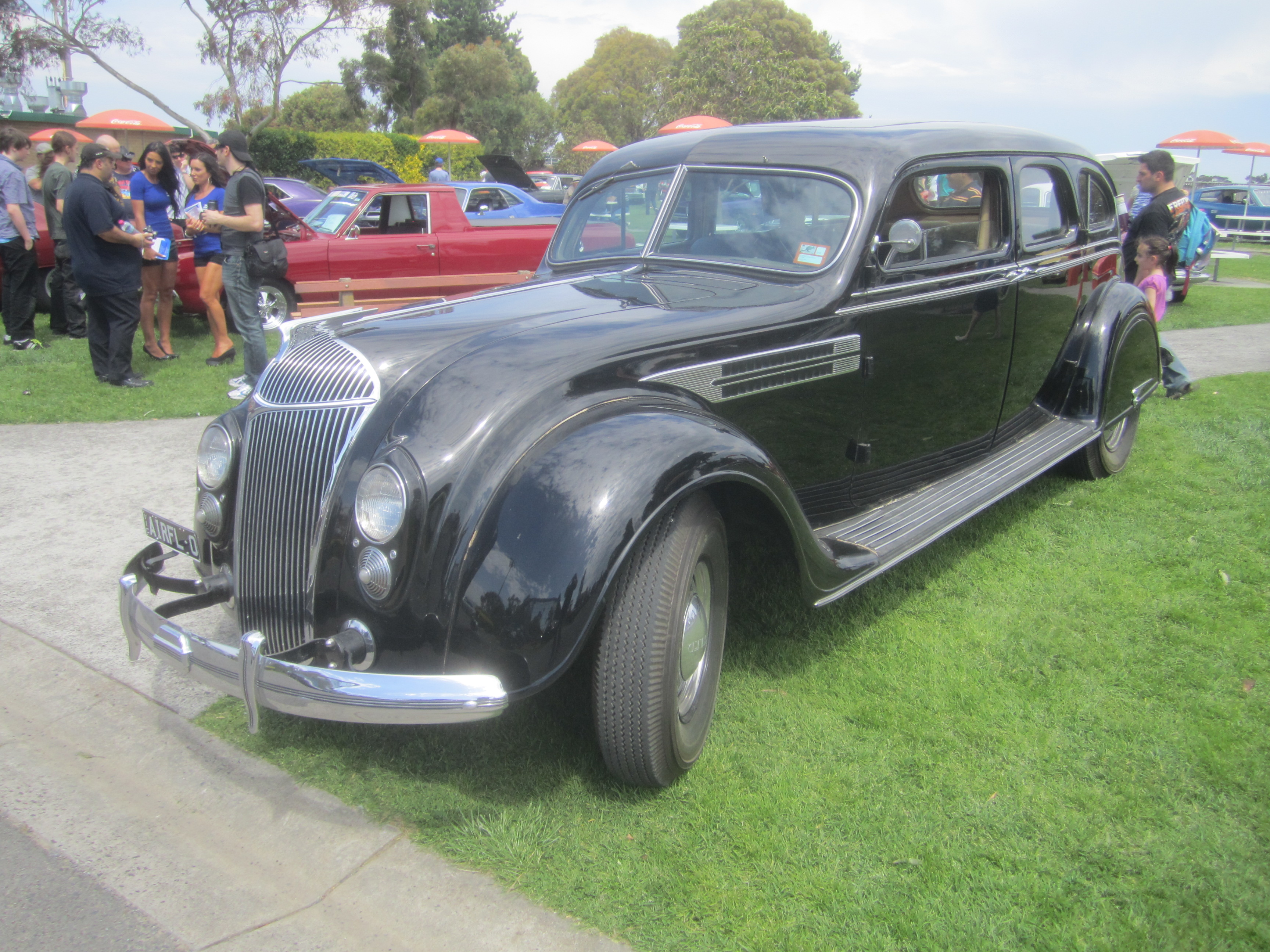
Модель 1936 року

Chrysler Imperial 1934—1936 рр. постав у дизайні Airflow. Автомобіль позиціонували на ринку зі салоганом «Автомобіль завтра вже тут сьогодні». Він включав 8 пасажирських місць і знову 8-циліндровий двигун. Це був перший автомобіль, якого розробляли у вітровому тунелі. Початкові тести показали, що стандартний автомобіль 1920-х працював краще у аеродинамічній трубі, коли стояв з вигнутою задньою частиною вперед. Це призвело до переосмислення основи дизайну лінійки автомобілів Крайслера. Airflow був винятково сучасною і прогресивною машиною, яка мала незрівнянний інженерний успіх. І двигун і пасажирський відділ були зсунуті вперед, даючи кращий баланс, їзду і маневреність. Була впроваджена рання форма цільної конструкції, яка робила їх дуже сильними. Це була одна із перших машин, на якій задні арки мали декоративні щитки.
Публіка не сприйняла нетрадиційний стиль і не купувала автомобіль у великих кількостях. Провал автомобілів Airflow на ринку призвела до того, що стиль Chrysler вважали досить консервативним протягом наступних 20 років. «Стандартний» стиль на нижчих Крайслерах відсіяв Airflow у відношенні 3:1.

## 1937—1939

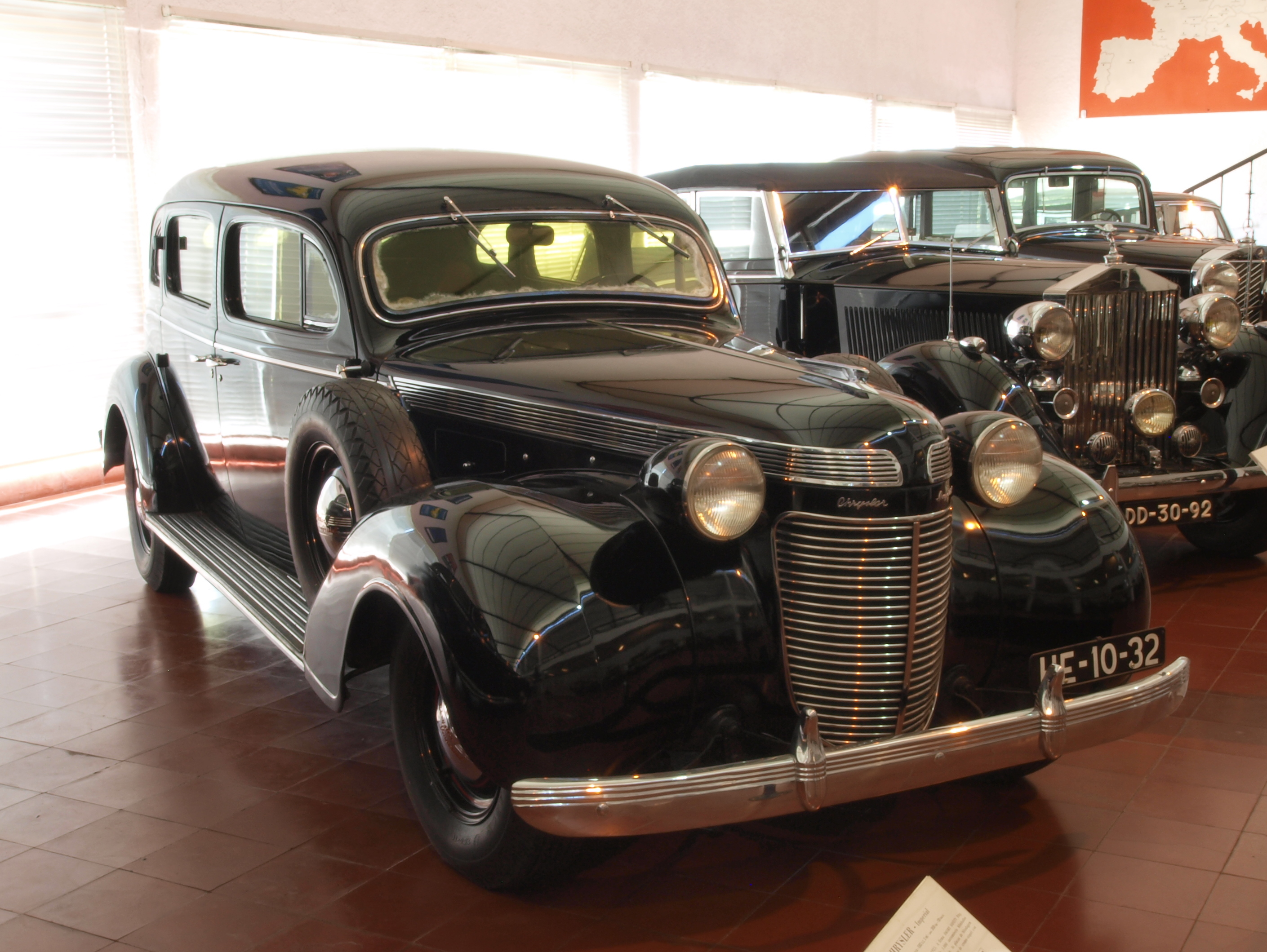
Модель 1937 року

Інновації для 1937 року включали вбудовані вентиляційні отвори від обледеніння, безпечне обладнання інтер'єру (таке як гнучкі дверні ручки і втоплені ручки управління на панелі приладів), набивку для спинки сидіння, і повністю ізольовані кріплення двигуна. Гальма були 13-дюймові барабанні, тоді в 1939 році їх збільшили до 14, але зменшили до 12 у 1940 році. Передня підвіска була незалежною.

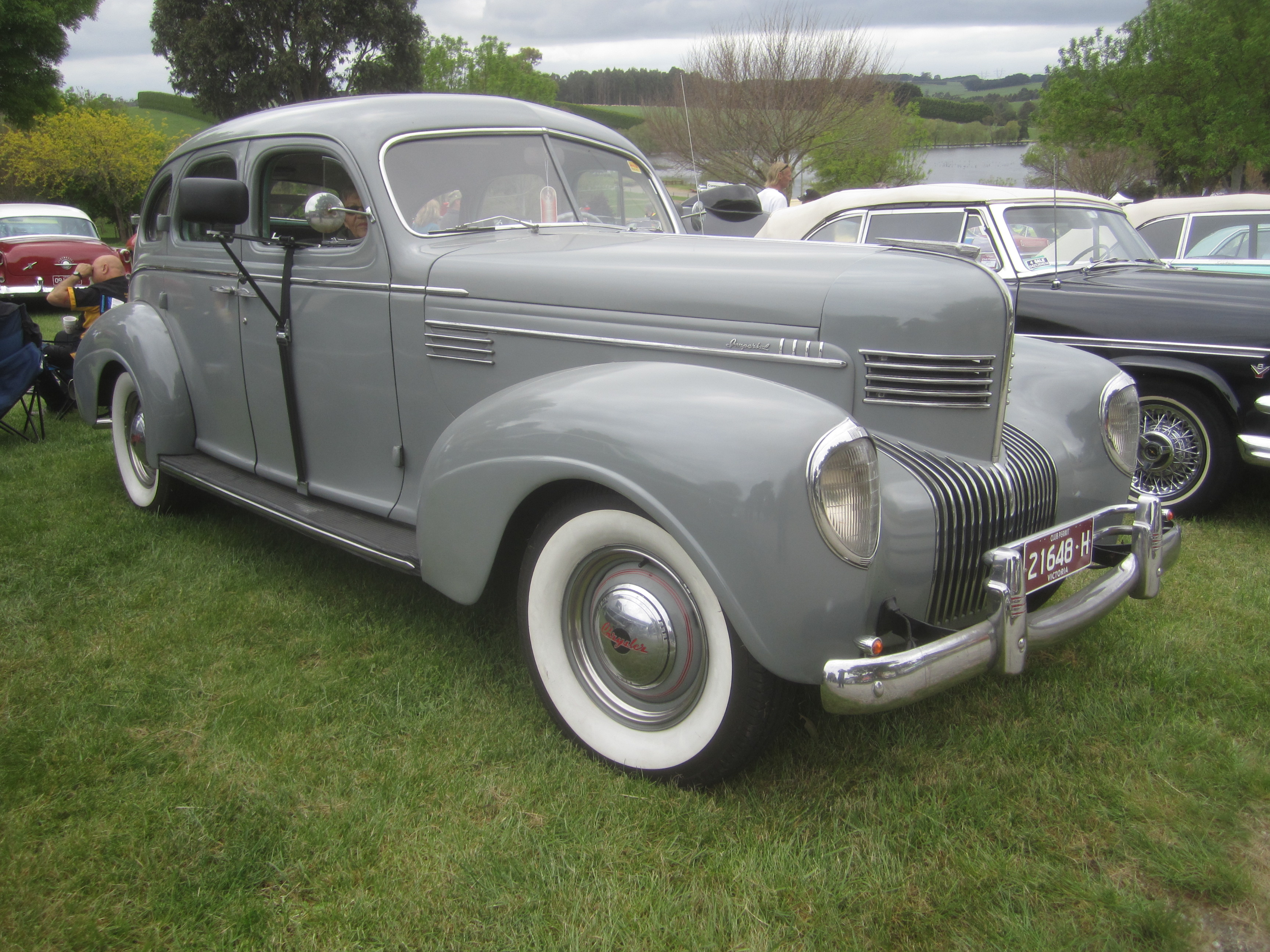
Модель 1939 року

Існували три моделі Imperial в цій генерації. C-14 був стандартним 8-місним і більше нагадував Chrysler Royal C-18 з довшим капотом і обтічником. C-15 був Imperial Custom і Town Sedan Limousine, з глухими задніми боковими панелями. Ця модель була доступною за спеціальним замовленням. Третя модель, C-17, була позначенням для моделі Airflow. Вони мали приховану ручку для підйому вітрового скла і капот навішувався на обтічнику і відкривався спереду; бокові панелі капоту відчіплялись засувами зсередини. Custom Imperial кабріолет-седан використовувався як офіційний автомобіль на Indy 500.
Після спроби замаху в 1937 році, броньований Chrysler Imperial був придбаний як офіційний автомобіль для Антоніу де Олівейра Салазар, прем'єр-міністра Португалії.

## 1940—1948
В 1946 році лінійка Imperial була спрощеною. Між 1946 і 1948 рр. він називався Crown Imperial. Виготовлялись два типи кузовів: 8-місний 4-дверний седан і 8-місний 4-дверний лімузин. Обидві машини мали різницю в ціні на $100 і у вазі на 10 фунтів (5 кг). Гідравлічні телескопічні амортизатори були спереду і ззаду. 2-швидкісні електричні двірники на лобовому склі були стандартом.

## 1949—1954

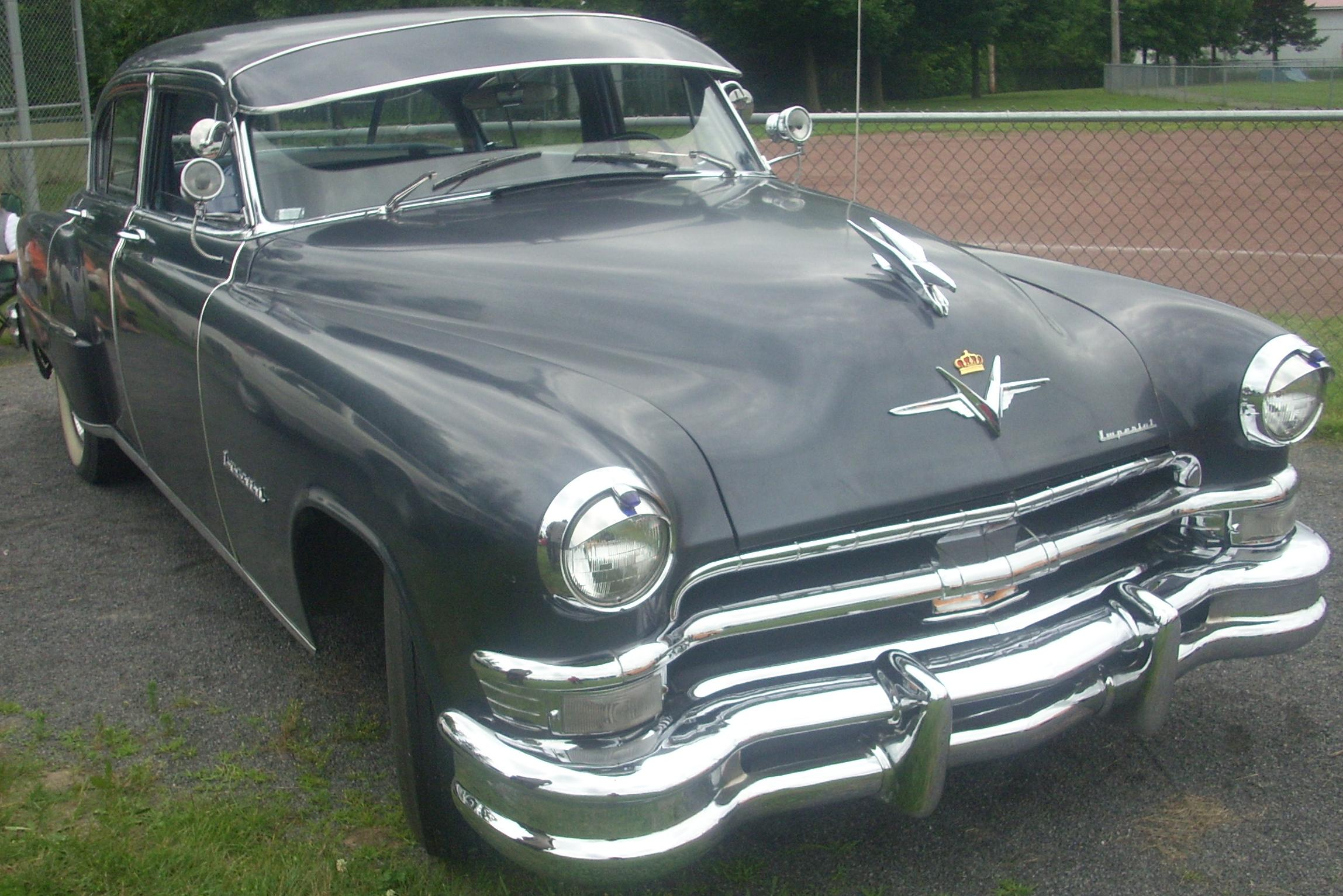
Модель 1951 року

В 1949 році Imperial був випущений в 3 видах кузовів. Imperial з короткою колісною базою був лише доступним як 4-дверний 6-місний седан. 4-дверний 8-місний Crown Imperial був доступний в кузові седан або лімузин з роздільним вікном.
Новий спеціально-побудований седан Imperial базувався на Chrysler New Yorker. Він розділяв таке саме оздоблення, але мав дах, накритий брезентом, та шкіряну і шовкову оббивку Imperial. Ці особливості були встановлені Дерхамом на всіх повоєнних кузовах Крайслера. Перші Crown Imperial 1949 року були насправді залишками 1948 року. Насправді нові моделі не надійшли до березня 1949 року. Їхній стиль був дещо гладким, аніж в попередніх моделей, але все ще консервативним. Менше, але важчі бруси були використані в хрестовій решітці радіатора. Верхній і центральний горизонтальні бруси обгортали передні крила. Бокові молдинги, захист від каміння на задніх крилах, оздоблення під вікнами на всю їх довжину і горизонтальні хромовані смуги на задніх крилах і від передніх фар до майже половини через передні двері використовувались для прикраси боків.
Imperial 1950 року був, по суті, New Yorker з виготовленим на замовлення інтер'єром. Він мав решітку радіатора, подібну до Cadillac, яка включала круглі поворотні сигнали, обгорнені в округлу ребристу хромовану частину. Бокове оздоблення було подібним до моделі останнього року, але смуга на передніх крилах закінчувалась на передніх дверях і молдинг на задніх крилах був на рівні верху шини й був інтегрований в щиток від каміння. На відміну від стандартного Imperial, Crown Imperial мав інший бік, на якому молдинги на задніх крилах і щиток від каміння були відокремлені. Молдинги порогу використовувались на всіх Imperial, але були менш масивного типу, аніж на більш масивних моделях Crown. Була доступна спеціальна версія лімузина. Вона включала унікальний шкіряний інтер'єр і шкірою вкритий дах, який затуляв задні кватиркові вікна. Електричні скло підйомники були стандартом на Crown Imperial.

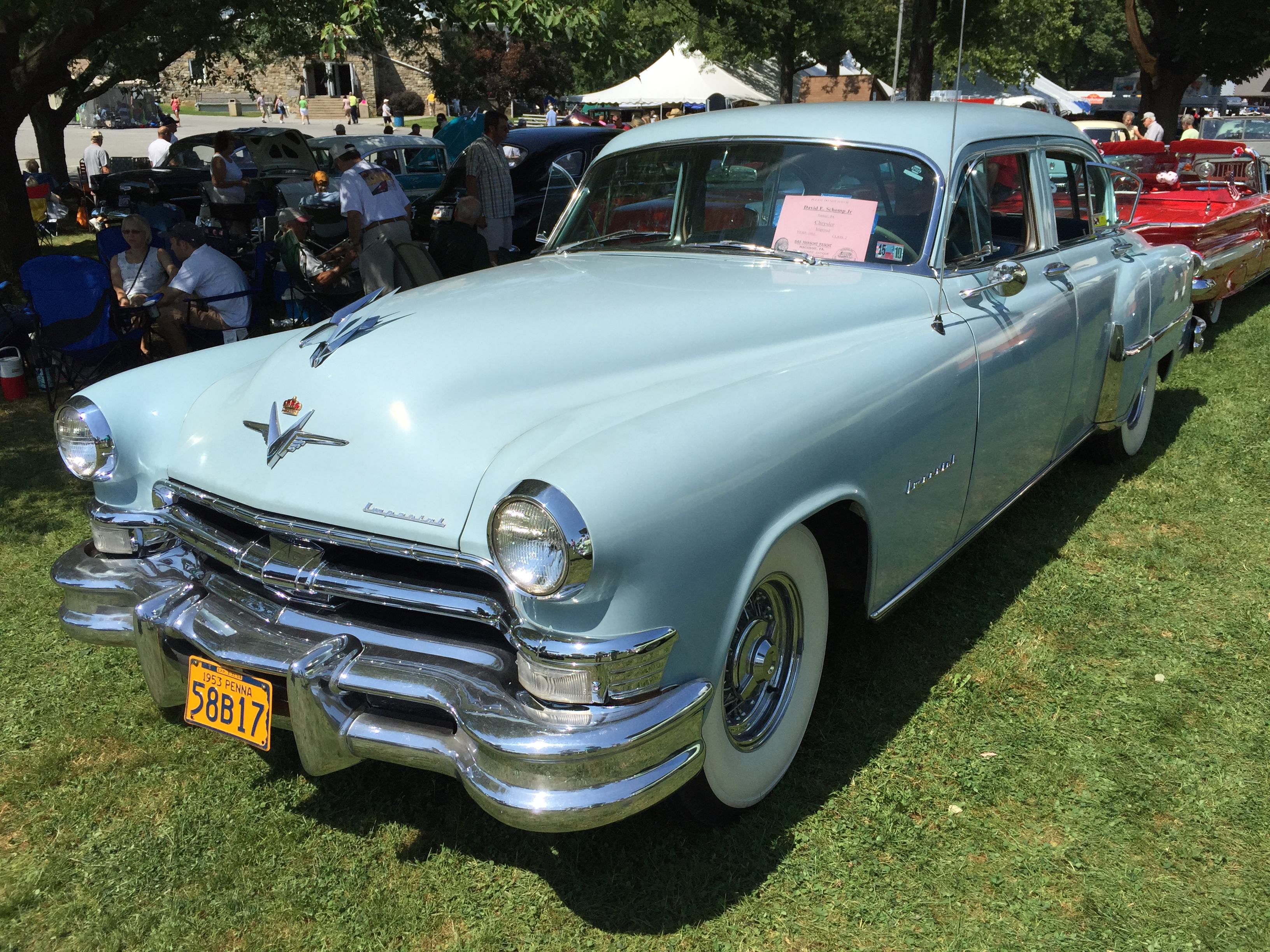
Модель 1953 року

В незвичайному русі 1950-х, Imperial 1951 року мав помітно менше хрому, ніж нижча модель New Yorker, на якій він базувався. Він також мав три горизонтальні бруси на решітці радіатора з паркувальними сигналами між ними і хромовану вертикальну частину по центрі. Збоку від його щитка з назвою на передніх крилах, бокове оздоблення було обмеженим лише молдингами під вікнами, молдингами порогів, яскравими металевими щитками від каміння і важким горизонтальним хромованим холдингом, який проходив через смуги крил. До моделі Imperial 1951 року були додані три 2-дверні кузови: клуб-купе, хардтоп і кабріолет. Лише 650 кабріолетів було продано і через це наступного року їх не виготовляли. В 1951 році Chrysler також представив двигун Hemihead V8 з 331 куб. дюймами (5.4 л). Гідропідсилювач керма, особливість, яку вперше використовують у виробництві автомобілів, стала доступною на Imperial за додаткові $226. Повноцінний підсилювач керма був стандартом на Crown Imperial.
Imperial 1952 року були практично ідентичні моделям 1951 року, і найбільш ефективний спосіб їх відрізнити є через посилання на серійні номери. Кабріолет відкинули в 1952 році. На відміну від інших Крайслерів, задні ліхтарі Imperial не змінились. Підсилювач керма був стандартом. «Новий» Crown Imperial також не змінився в 1952 році. Лише 338 таких машин було виготовлено в 1951—1952 модельних роках і серійні номери показують, що 205 з них були зареєстровані як моделі 1952 року. Незначною зміною було зменшення на 1 дюйм ширини протекторів передніх коліс.
В 1953 році модель Imperial перейменували в Custom Imperial. Щоправда Custom Imperial нагадував New Yorker, він мав іншу колісну базу, задні ліхтарі і бокове оздоблення. Чисті передні крила і вищий щит від каміння на задніх крилах відділили його окремо від «звичайних» Крайслерів. Це був також перший рік для стилізованого орлиного орнаменту на капоті. Підсилювачі гальм, електричні склопідйомники, центральні відкидні підлокітники (передній і задній) і м'яка панель були стандартом. Сигнали паркування на всіх Imperial розміщувались між верхнім і центральним брусами решітки – варіація дизайну, яка використовувалась на інших автомобілях Chrysler. Нова модель була 6-місним лімузином Custom Imperial, який мав як стандартне обладнання електричні склопідйомники, автоматичне роздільне скло в салоні, плафони освітлення на рівні підлоги, обігрів заднього відділу, відкидні підставки під ноги, вмонтований у спинку сидіння годинник і особливі розкішні тканинні чи шкіряні інтер'єри. 10 березня 1953 року, ексклюзивний Custom Imperial Newport хардтоп був доданий до лінійки Imperial за $325 вище від ціни 8-місного седана. 2-дверне клуб-купе було скасоване. Седани Custom Imperial тепер їздили на довшій на 2 дюйми (51 мм) колісній базі, ніж в 2-дверних хардтопів. Орлиний орнамент був певно єдиною новинкою на Crown Imperial 1953 року. Табличка з назвою була злегка зміненою і лімузин мав смуги на вершині задніх крил. Crown Imperial прийшли з 12-вольтною електричною системою (Custom Imperial все ще мали 6-вольтну систему) і першою повністю автоматичною трансмісією Chrysler, яка називалась PowerFlite, і стала доступною пізно в модельному році, будучи встановленою в обмежену кількість автомобілів для тестування і оцінювання. Підсилювач керма був стандартом на Crown Imperial. Також, 1953 рік був першим, коли Imperial мав суцільне вітрове скло, замість роздільного. М'яка панель була стандартом.
У 1954 році Custom Imperial отримав нову решітку радіатора, яка складалась з тяжкого горизонтального округлого бруса з 5-ма гребнями на верху й інтегрованими круглими сигналами повороту. Щиток з написом на передньому крилі знаходився над хромованою смугою, яка проходила від колісної арки до і по всій довжині передніх дверей. Захист від каміння на задніх крилах були більшими, ніж в 1953 році, але стиль хромованих смуг на бокових холдингах і задніх крилах був таким самим. Сигнали заднього ходу тепер розміщувались під габаритними ліхтарями, аніж роздільні ліхтарі як на попередніх моделях. Crown Imperial розділяв базовий стиль з Custom Imperial. Однак він мав задні двері, які відчинялись проти ходу, і ліхтарі на задніх крилах, подібні до Каділлака. Кондиціонер був стандартом на Crown Imperial.

## 1955—1983: Окрема марка

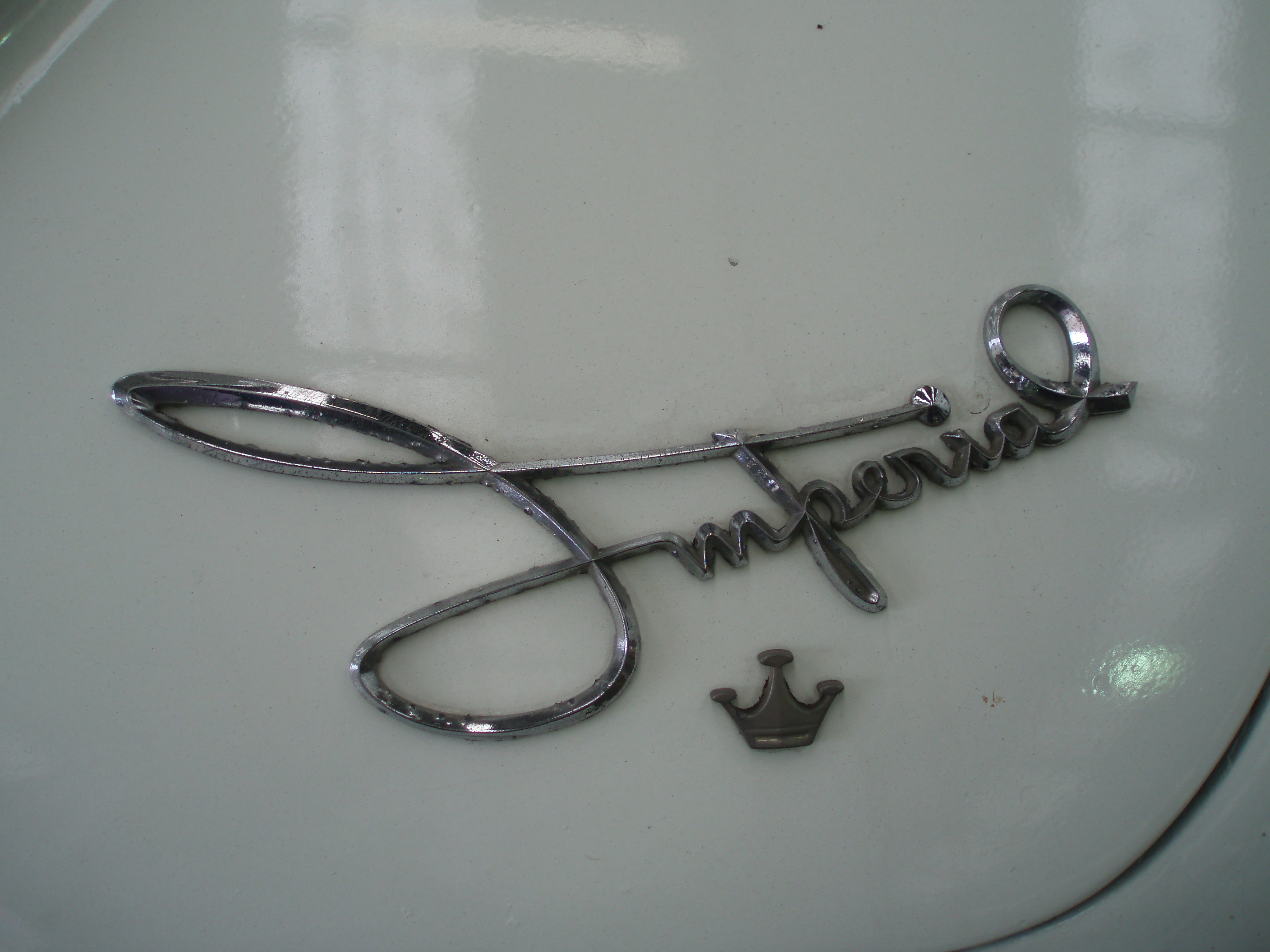
Значок Imperial

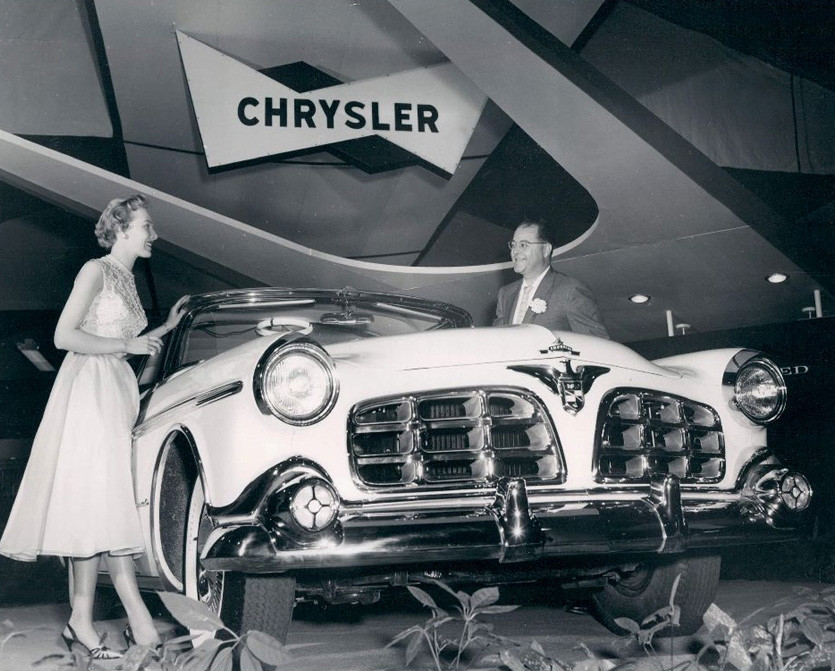
Представлення Imperial в 1955 році

В 1955 році Крайслер зареєстрував Imperial як окрему марку. Це була спроба позмагатись прямо з люксовими марками корпорацій GM Каділлаком і Форда Лінкольном. Нещодавно називаючись «Chrysler Imperial», автомобілі не мали на собі жодних значків чи написів «Chrysler», і були окремою, відмінною маркою, як були Lincoln і Cadillac для GM і Форда.

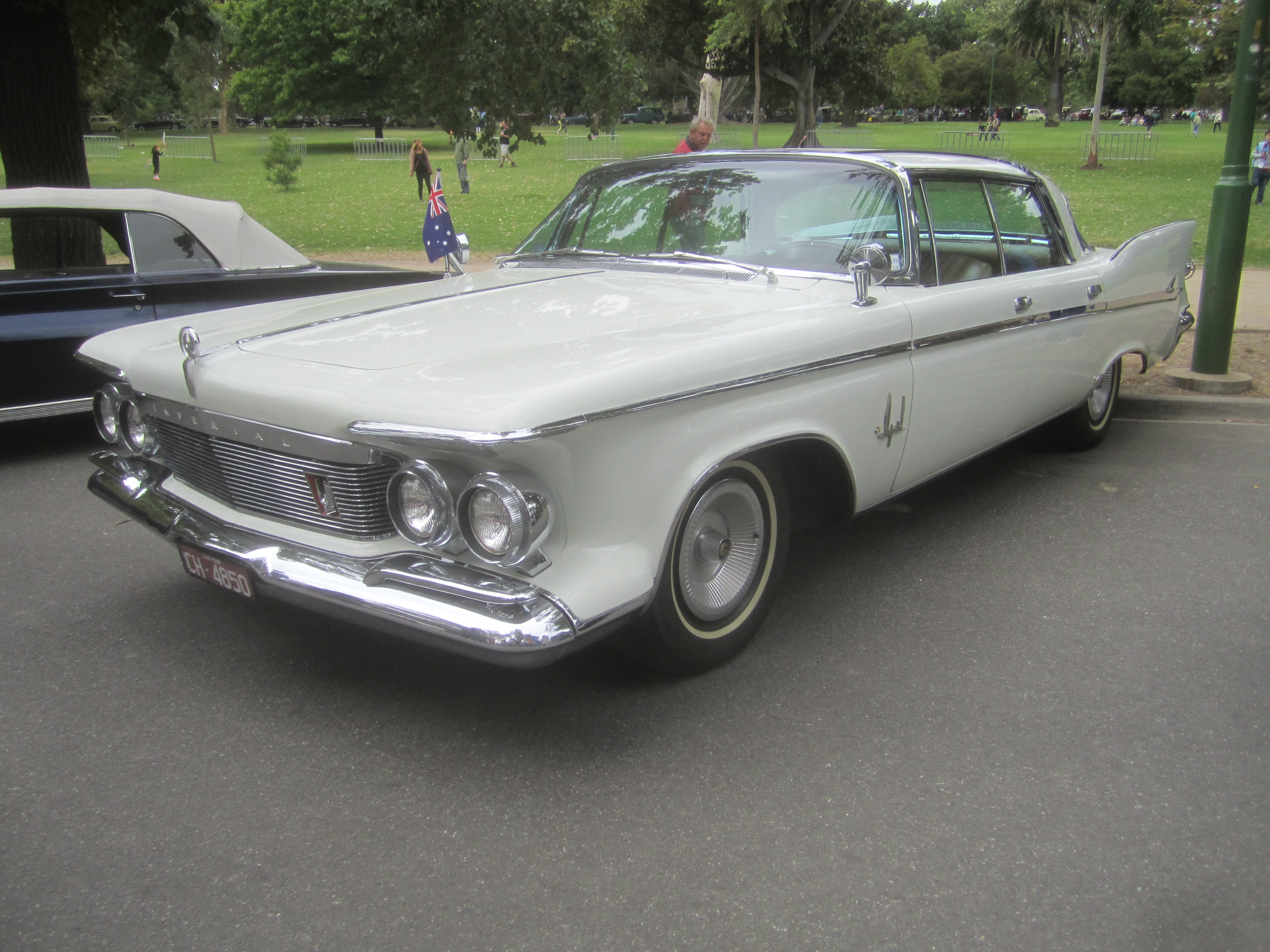
Imperial 1961 року

8 квітня 1955 року, Крайслер і Філко оголосили про розробку і виробництво першого в світі повністю транзисторного автомобільного радіоприймача. Повністю транзисторний автомобільний радіоприймач Mopar моделі 914HR, розроблений і виготовлений Крайслером і Філко, був «опцією» за $150.00 на Імпіріелах 1956 року. Philco була компанією, яка виготовляла повністю транзисторні автомобільні радіоприймачі Mopar моделі 914HR, починаючи з осені 1955 на своєму заводі в Сандаскі, Огайо, для корпорації Крайслер.

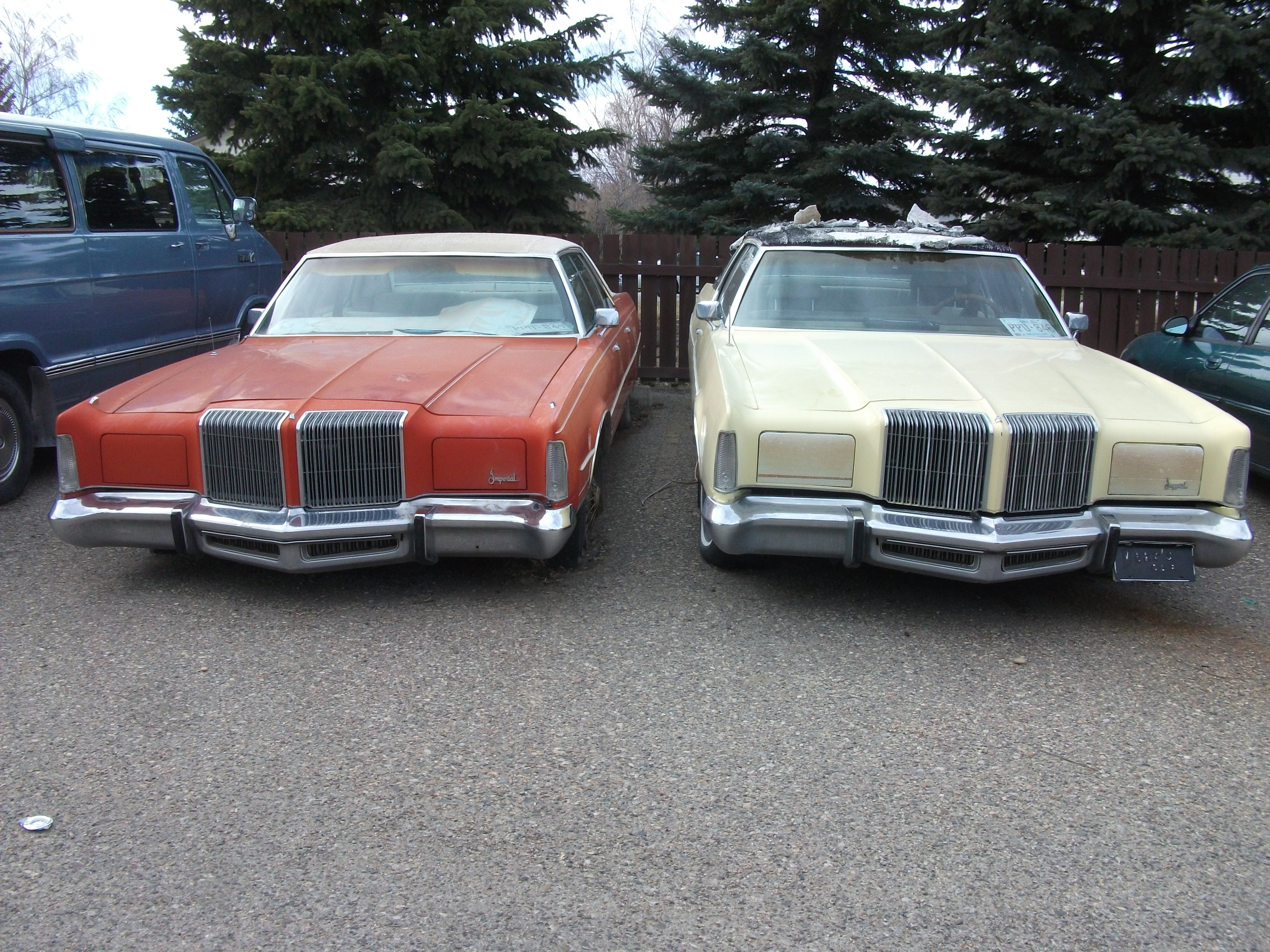
Imperial 1975 року

Наміром Крайслера було створити індивідуальну лінійку люкс-автомобілів, відмінних від автомобілів під назвою Chrysler. Ця маркетингова стратегія була слабкою через те, що автомобілі рідко (якщо таке було) продавали в окремих шоурумах Imperial. Cadillac і Lincoln справлялись набагато краще у відокремленні своїх люксових марок від автомобілів нижчих цінових марок, які вони продавали. Замість цього Imperial пропонувався в дилерській мережі Chrysler разом з його пропозиціями, і, з цього приводу, серед громадськості марку майже повністю знали як «Chrysler Imperial».
Автомобілі Imperial продовжували продавати через автосалони Chrysler. Окремий маркетинговий канал не був налагоджений; таким чином, назві Imperial не вдалось самостійно відокремитись від інших моделей Chrysler і стати окремою маркою.
Попри те, що не існувало ніяких випущених Imperial між 1976 і 1978 рр., автомобілі, яких раніше продавали як Imperial, були перейменовані в Chrysler New Yorker Brougham на той час.

## 1990—1993

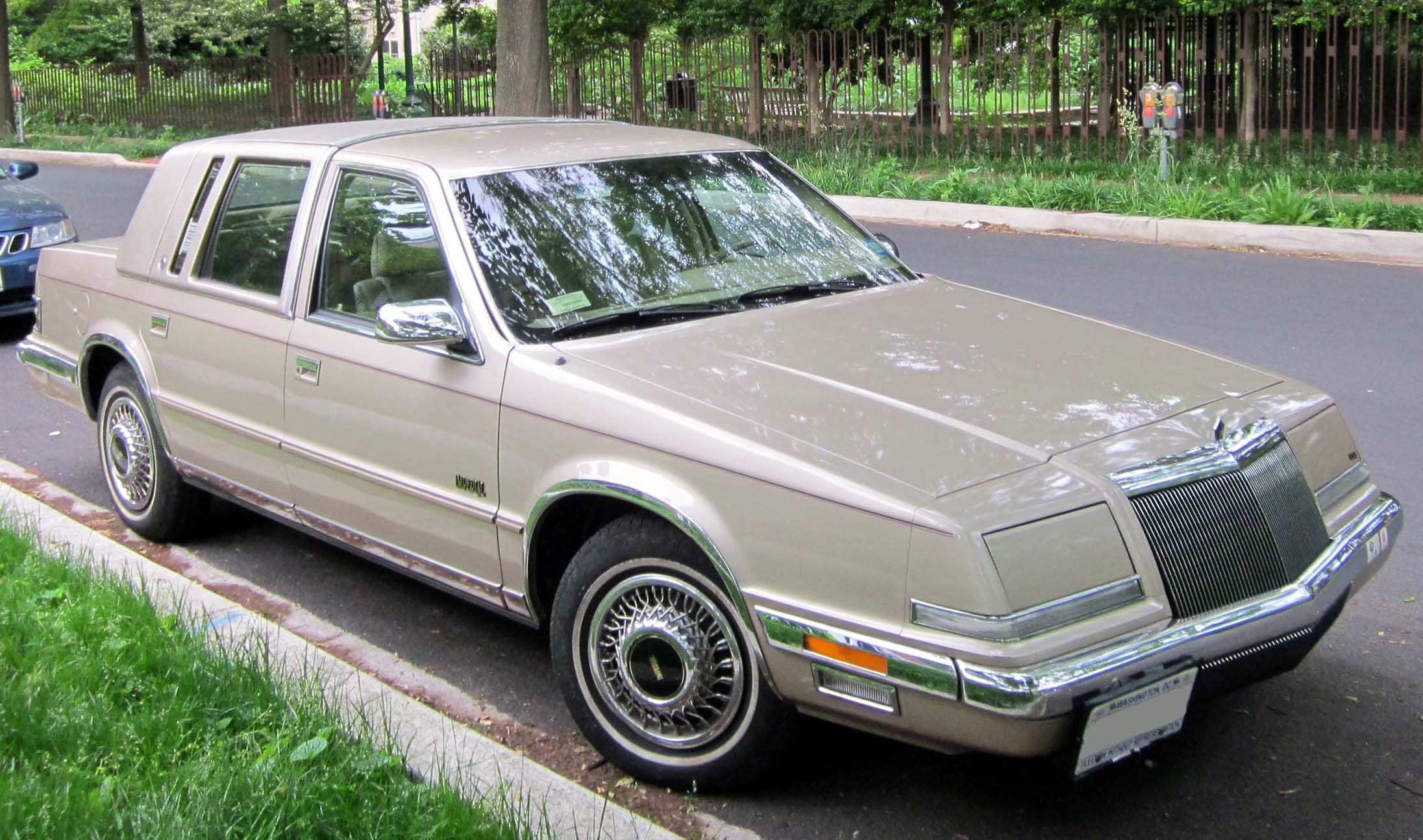
Chrysler Imperial модель 1990—1993 рр.

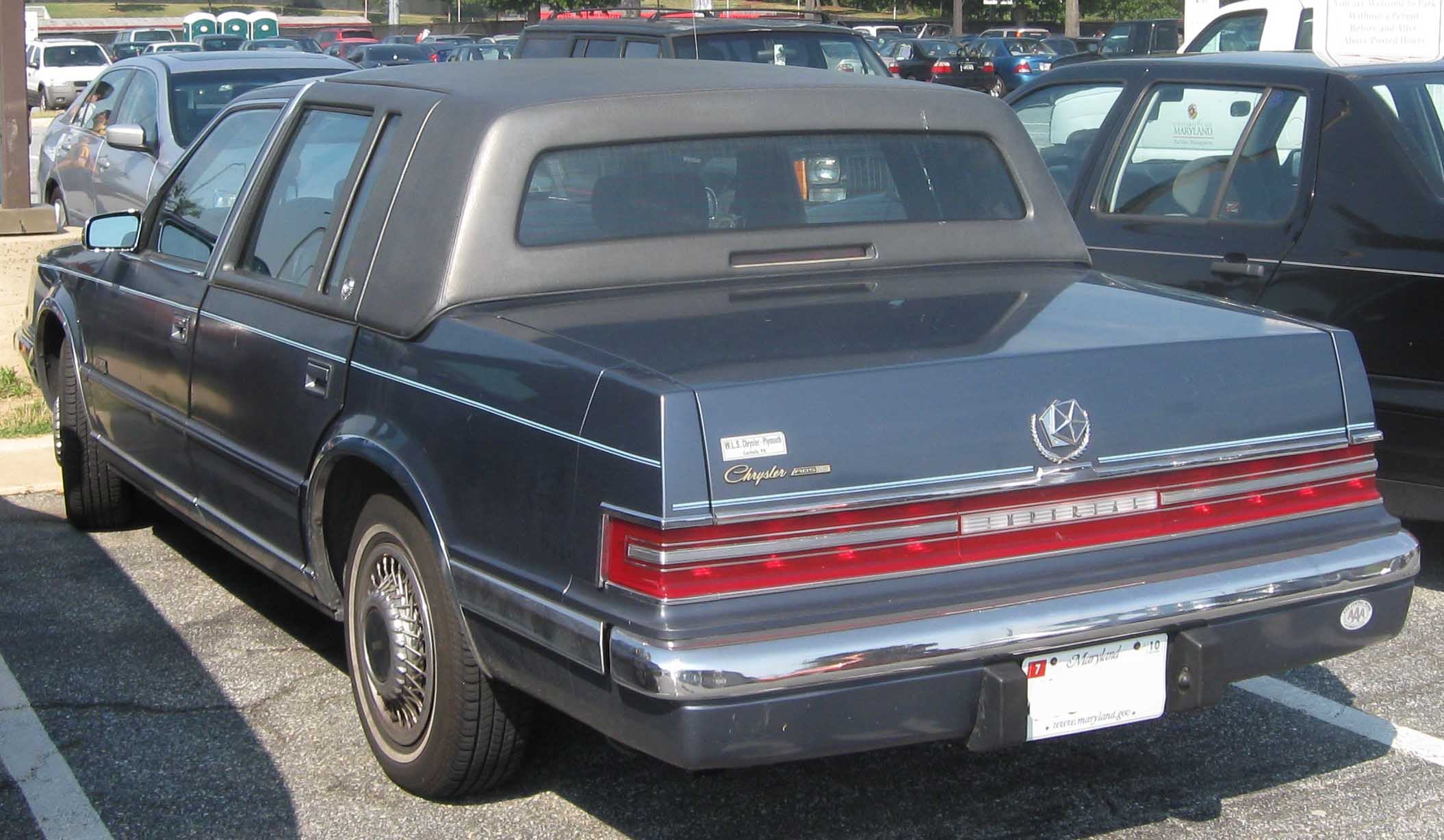

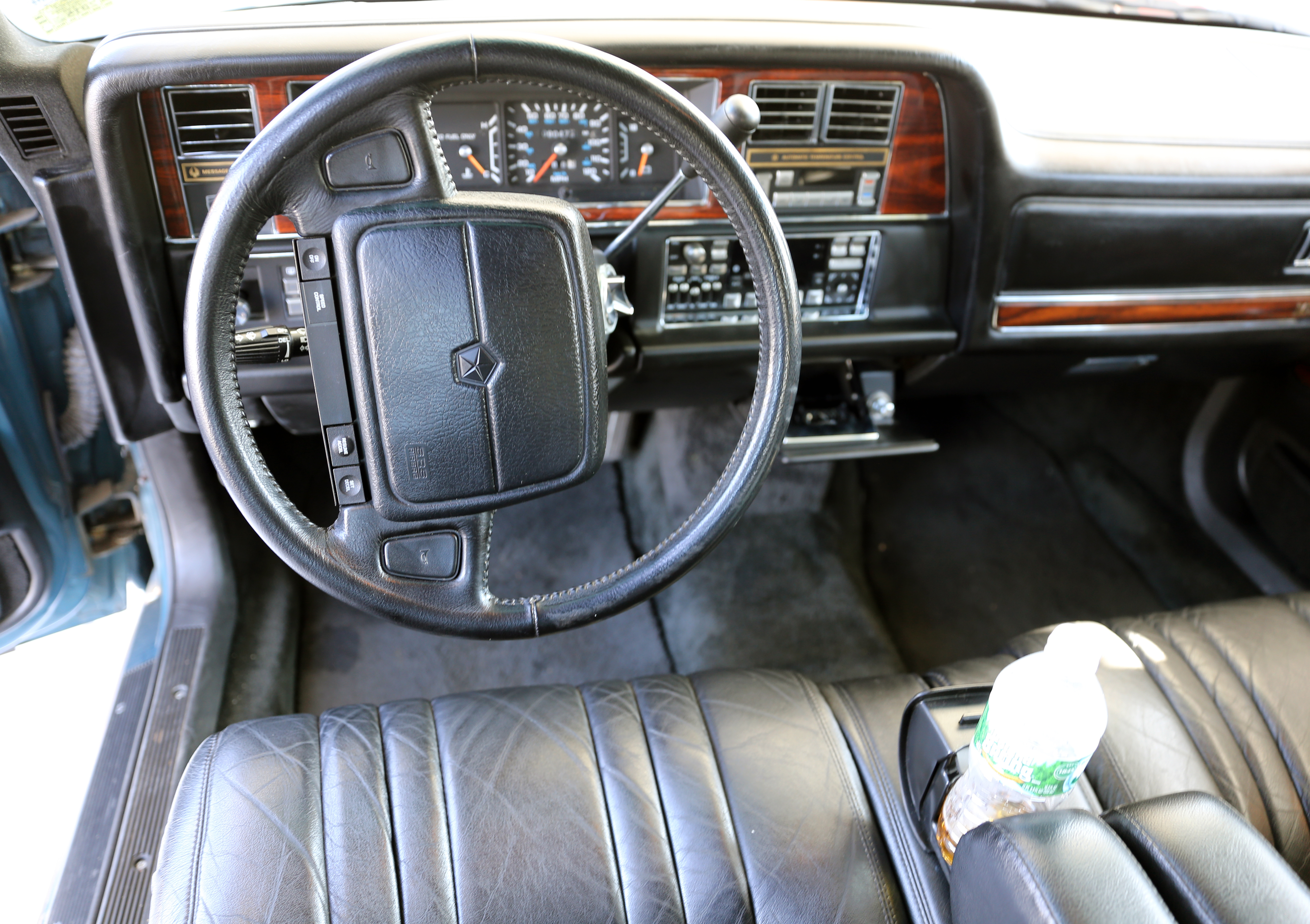

Початок 1990-х побачив відродження Imperial як найвищого седана в лінійці Chrysler. На відміну від Imperial 1955—1983 рр., цей автомобіль був моделлю Chrysler, а не його власною маркою. Заснований на платформі Y, він представив найвищу повно-розмірну модель в лінійці Chrysler; нижче був подібний на New Yorker Fifth Avenue, і нижче від нього був New Yorker початкового рівня. Представлення знову Imperial відбулось за два роки після того, як Lincoln Continental змінився на передньопривідний седан з двигуном V6, щоб скласти конкуренцію популярній Acura Legend. яка дебютувала у 1986 році.
Хоча й близько споріднені, Imperial в дечому відрізнявся від Fifth Avenue. Ніс Imperial був більш клиноподібним, тоді як Fifth Avenue мав гостріший, більш кутастий профіль (Fifth Avenue був пізніше оновлений з більш округлим передком). Задки обох машин також відрізнялись. Як і перед машини, зад Fifth Avenue дійшов до гостріших кутів, тоді як зад Imperial дійшов до більш округлих країв. Також, перші на Imperial, були задні ліхтарі на повну ширину, які були подібними до тих, що на Chrysler TC; Fifth Avenue мав менші вертикальні ліхтарі. Всередині, сидіння «вельветові Kimberly» Imperial (шкіряні Mark Cross була доступна) мали більш обтічну форму, тоді як на Fifth Avenue були з його знаковими подушковими сидіннями з ґудзиками.
Цей Imperial залишився практично незмінним протягом свого 4-річного випуску. Спочатку, Imperial 1990 року оснащався 147 к. с. (110 кВт) 3.3 л двигуном EGA V6, який мав крутний момент 185 фунт•фут (251 Н•м). Для 1991 року, 3.3 л V6 був замінений більшим 3.8 л EGH V6. Хоча потужність збільшилась лише до 150 к. с. (112 кВт), з новим збільшеним крутним моментом 3.8 л V6 до 215 фунт•фут (292 Н•м) на 2750 об./хв. 4-ступенева автоматична КПП була стандартом на обох двигунах.
Ця генерація Imperial включала стандартний 6-місний велюровий, або шкіряний Mark Cross інтер'єр. Стандартне електричне обладнання включало автоматичний клімат-контроль, кондиціонер P, гальма ABS, круїз-контроль, повітряна подушка зі сторони водія, і його фірмовий вініловий дах ландо. Imperial мав приховані фари за металевими ковпаками, подібні до тих, що були на купе/кабріолеті LeBaron і New Yorker/Fifth Avenue. Imperial був доступний з вибором із кількох звукових систем, всі з касетним програвачем. Всі інші головні опції включали повністю електронний цифровий інструментальний кластер з інформаційним центром, електронний контроль системи повітряної підвіски, і ключ-пульт з сигналізацією. Також були доступні стільникові телефони і 6-дискові CD-чейнджери, які встановлювали дилери.
Всі Imperial сьомої генерації були покриті програмою для лідерства на ринку Крайслера «Crystal Key Owner Care Program», яка включала 5-річну/50,000-мильну лімітовану гарантію і 7-річну/70,000-мильну гарантію трансмісії. Також була доступна безкоштовна гаряча лінія з обслуговування для клієнтів.
Як і планувалось, ця генерація Chrysler Imperial була скасована після 1993 модельного року, разом з подібними New Yorker. Їх замінили нові седани платформи LH. В той час як назва New Yorker продовжилась на ще три роки, 1993 рік був останнім для Imperial. Критикований Chrysler LHS, зі стилем кабіни спереду, замінив Imperial як флагманська модель Chrysler для 1994 року.

### Двигуни
- 3.3 L EGA V6 147 к.с.
- 3.8 L EGH V6 150 к.с.

## 2006

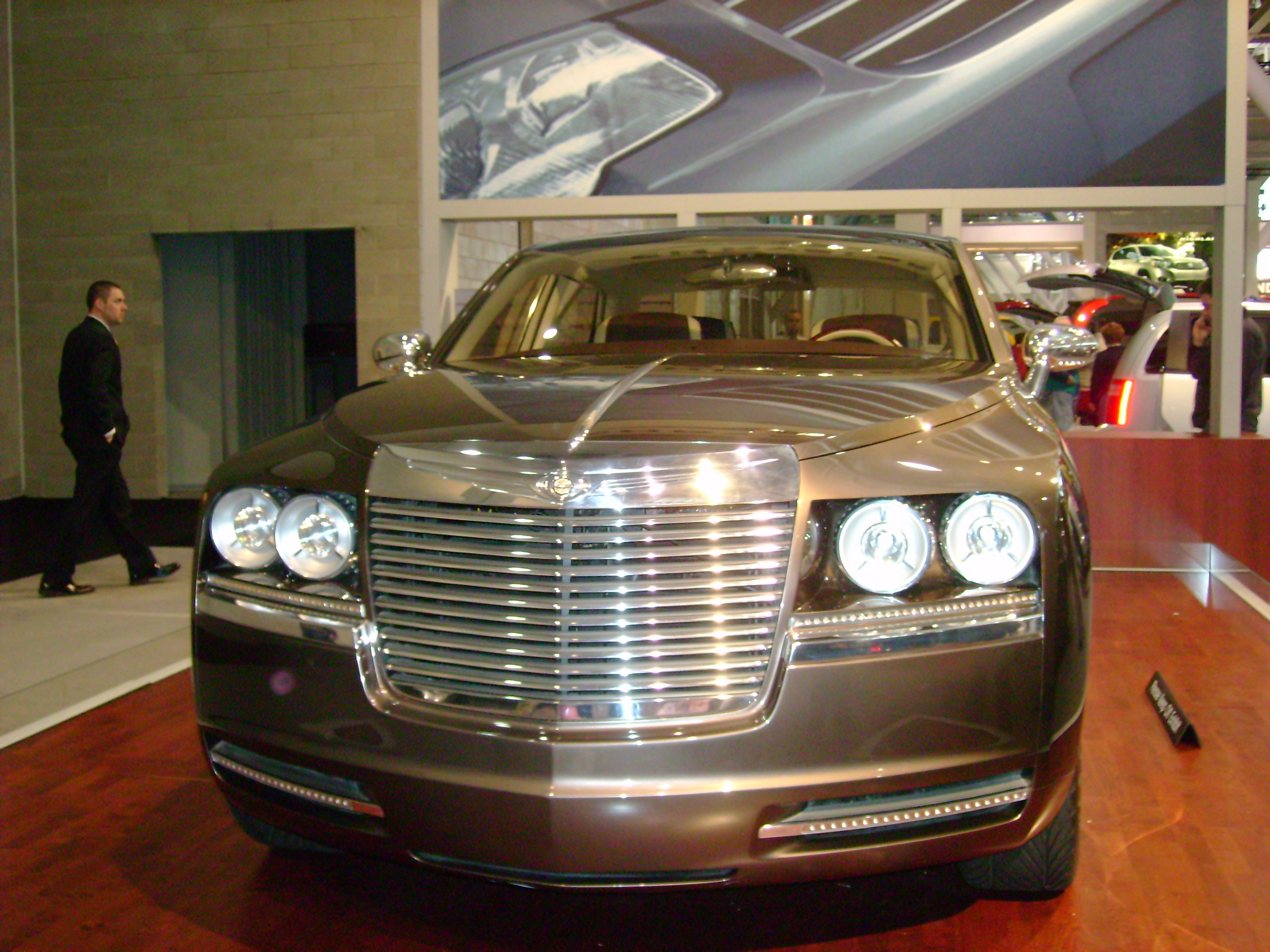
Концепт-кар 2006 року

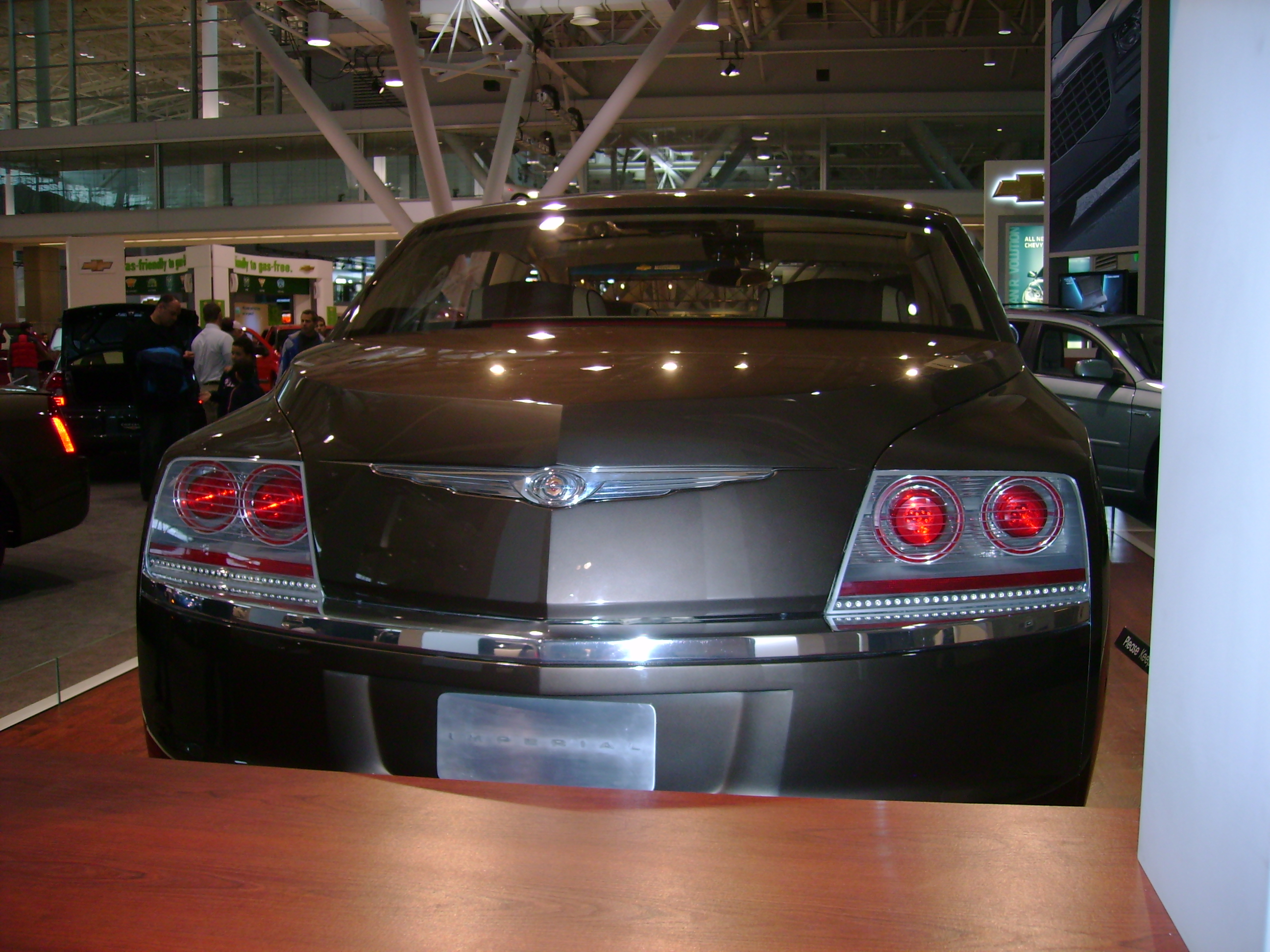
Вид ззаду

Концепт-кар Chrysler Imperial був представлений на Північноамериканському міжнародному Автошоу 2006 року. Цей концепт використовує платформу LY від Chrysler, яка являє собою подовжену LX і включає 123-дюймову (3,124 мм) колісну базу. Маючи 22-дюймові (560 мм) колеса, автомобіль представив «6-місний образ, але за значно нижчу ціну», згідно з Томом Тремонтом, віце-президентом Chrysler із вдосконалення дизайну автомобілів. Дизайн включав довгий капот і перед, на якому виділявся вертикальний радіатор з горизонтальною решіткою. Почищені й відполіровані алюмінієві блоки спереду нагадують окремо-стоячі передні фари моделей початку 1960-х. Круглі світлодіодні задні ліхтарі з плавучими назовні кільцями нагадують задні ліхтарі у вигляді стрілецького прицілу автомобілів Imperial початку 1960-х. Лінія даху була стягнена назад для збільшення салону і створення довшого профілю.